# Janet Kidder
Janet Kidder (ur. w 1972 w Cranbrook w Kolumbii Brytyjskiej) – kanadyjska aktorka filmowa, sceniczna i telewizyjna.
Siostrzenica Margot Kidder.

## Filmografia
- Zdjęcia Ginger II (Ginger Snaps 2: Unleashed, 2004) jako Alice Severson
- Casualty (2004) jako Pippa Parker
- Ziemia: Ostatnie starcie (Earth: Final Conflict, 1999) jako Julia Cook
- Czynnik PSI (Psi Factor: Chronicles of the Paranormal, 1999) jako Christine Ambrose
- Nikita (La Femme Nikita, 1998-1999) jako Vizcano/młoda Roberta
- Narzeczona laleczki Chucky (Bride of Chucky, 1998) jako Diane